# Casa Abelló
Casa Abelló (o Ca l'Abelló) és un monument protegit com a bé cultural d'interès local del municipi de Reus (Baix Camp). Es coneix també com a Cal Munné, nom del propietari i constructor.

## Descripció
Es tracta d'un edifici modernista de planta baixa i tres plantes, projectat i construït el 1904 per l'arquitecte Pere Caselles i Tarrats. Aquest edifici dona a tres carrers: la façana principal al raval de Martí Folguera, la lateral al carrer de Jesús i la posterior al carrer de Barreres. Malgrat tenir diferents amplades, les tres façanes tenen les mateixes característiques constructives i ornamentals. Cal destacar la decoració escultòrica de la planta baixa, amb sanefes de fulles de sòcol que ressegueixen tot l'edifici.
L'eix principal de la casa és el mirador cantoner de planta poligonal i estructura de ferro i de vidre, que s'eleva fins al terrat. A la base d'aquesta tribuna hi ha una columna cilíndrica adossada amb capitell floral.

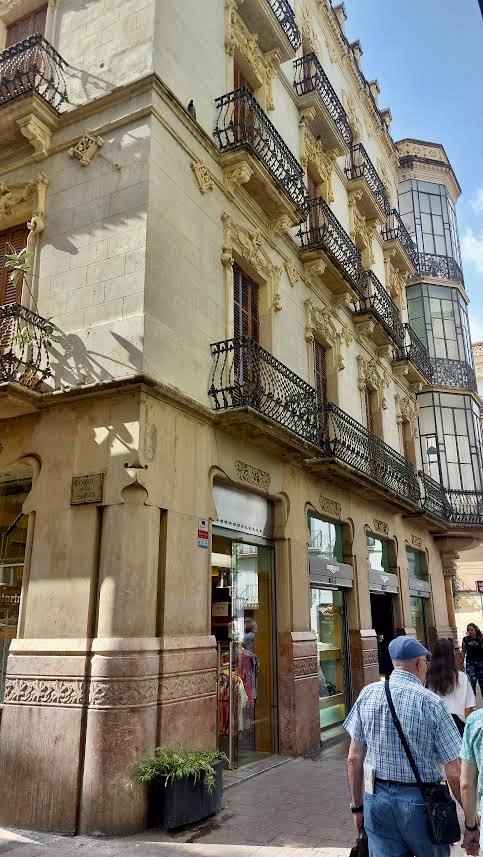
Ca l'Abelló o cal Munné des del carrer de Jesús

Totes les baranes són de ferro forjat d'estructura bombada, excepte les dels dos pisos superiors del mirador, que són planes i molt més decorades.
Les obertures de la planta baixa són arcs plans amb la llinda decorada amb motllures de línies sinuoses i d'elements florals. També segueixen aquesta línia la decoració floral de les llindes, les quals varien a cada planta. El coronament de tot l'edifici és una barana de pedra amb motius geomètrics trencada per uns pinacles amb decoració vegetal. Al vestíbul es conserva un interessant sostre enteixinat suportat per mènsules en forma de drac.

## Història
L'edifici no va ser construït de nova planta sinó que les reformes d'estil modernista projectades per Pere Caselles només en van modificar la façana. N'era el propietari el constructor Pere Munné Domingo, que a la mateixa època estava construint la Casa Navàs, amb la qual coincideix amb el material del sòcol, marbre rosat, i amb la pedra vermella del basament, que la tradició oral diu que era manllevada per Munné de la casa que també construïa al Mercadal. Mentre duraven les obres de la casa es van mantenir dempeus les antigues façanes situades al davant, i no s'enderrocaren fins que el nou no va estar acabat, cosa que deixà meravellats els reusencs que no havien pogut veure el nou aspecte de l'edifici.